# Brother Bill (film 1913)
Brother Bill è un cortometraggio muto del 1913 diretto da Ralph Ince.

## Produzione
Il film fu prodotto dalla Vitagraph Company of America.

## Distribuzione
Distribuito dalla General Film Company, il film - un cortometraggio in una bobina - uscì nelle sale cinematografiche statunitensi il 24 marzo 1913.